# Rivière Delisle
Rivière Delisle är ett vattendrag i Kanada.   Det ligger i provinserna Ontario och Québec, i den sydöstra delen av landet, 120 km öster om huvudstaden Ottawa.
Runt Rivière Delisle är det tätbefolkat, med 511 invånare per kvadratkilometer.